# Індіо Соларі
Ка́рлос Альбе́рто Сола́рі (ісп. Carlos Alberto Solari), більш відомий як І́ндіо Сола́рі (ісп. Indio Solari, нар. 17 січня 1949, Парана) — аргентинський співак та музикант.

## Творчість
Був лідером групи Patricio Rey y sus Redonditos de Ricota у 1976–2001 роках. Він, «Семілья» Бучіареллі та Скай Бейлінсон були єдиними постійними членами групи.
Після розпаду Los Redondos у 2004 році почав сольну кар'єру, випустивши альбом El tesoro de los inocentes. Його диски під назвою Porco Rex та El Perfume de la Tempestad побачили світ у грудні 2007 році у 2010 відповідно. 2018 року вийшов його новий альбом El ruiseñor, el amor, y la muerte, який присвячений тим, хто найбільше вплинув на формування Соларі як особистості і музиканта.

## Дискографія

### Студійні альбоми
- 2004 — El Tesoro de los Inocentes [Bingo Fuel]
- 2007 — Porco rex
- 2010 — El perfume de la tempestad
- 2013 — Pajaritos, bravos muchachitos
- 2018 — El ruiseñor, el amor y la muerte

### Концертні альбоми
- 2015 — En Concierto